# Archidiecezja Albańska
Archidiecezja Albańska – jedna z trzech etnicznych jednostek administracyjnych Kościoła Prawosławnego w Ameryce. Jej obecnym zwierzchnikiem jest biskup Bostonu i Nowej Anglii Nikodem (Preston), zaś funkcję katedry spełnia sobór św. Jerzego w Bostonie.
Archidiecezja zrzesza te etnicznie albańskie parafie Kościoła, które wyraziły chęć wyodrębnienia się w jej ramach, w miejsce tradycyjnej przynależności do jednej z 11 diecezji terytorialnych.
W 2010 parafie archidiecezji znajdowały się w 7 stanach USA: Kalifornii, Massachusetts, Connecticut, Michigan, Nowy Jork, Ohio oraz Pensylwanii.
Archidiecezja dzieli się na trzy dekanaty:
- Dekanat Wielkich Jezior
- Dekanat Massachusetts
- Dekanat Środkowego Atlantyku.

Łącznie na ich obszarze działa 13 parafii.